# Хеджази, Мохаммад Хосейнзаде
Сейед Мохаммад Хосейнзаде Хеджази (перс. سید محمد حجازی‎, англ. Seyyed Mohammad Hosseinzadeh Hejazi; 1956 — 18 апреля 2021) — иранский военачальник, бригадный генерал.
С мая 2008 по октябрь 2009 года — заместитель начальника Корпуса Стражей Исламской революции. Ранее командовал Силами сопротивления «Басидж». В октябре 2009 г. назначен заместителем начальника Генштаба по тылу и учебным сборам.

## Санкции
Его имя было включено в так называемый «чёрный список» ООН из пятнадцати высокопоставленных военных и политических деятелей Ирана, подозреваемых в причастности к разработке ядерной и ракетной программ Тегерана, и которым запрещен выезд за пределы Ирана.